# Assitej
Assitej, Association International du Theatre pour l’Enfance et la Jeunesse, grundad 1965, är en internationell organisation för scenkonst för barn och unga med internationellt säte i Zagreb i Kroatien. 
Organisationen är sammankopplad med FN-organet Unesco och består av ett nätverk av flera tusen teatrar, organisationer och enskilda personer i ett 80-tal medlemsländer. Syftet är ett utbyte av idéer och tankar från människor som arbetar med scenkonst i hela världen, för att erkänna barns kulturella rättigheter och på så vis kunna presentera scenkonst av hög kvalitet till alla unga världsmedborgare. I varje medlemsland finns en nationell avdelning med vissa egna inhemska verksamheter och initiativ.
Assitej Sverige och Assitej Danmark är den svenska respektive danska avdelningen för den internationella organisationen. I praktiken fungerar de som nationella sekretariat, närmare bestämt som ”utrikesministerier” för svensk och dansk scenkonst för barn och unga. De båda organisationerna delar på att arrangera internationella Assitejs Världskongress och Scenkonstfestival för barn och unga, Building Bridges-Crossing Borders, i Malmö och Köpenhamn år 2011.
Sedan 1985 utdelar Assitej Sverige årligen scenkonstpriset Prix d'Assitej till personer eller verksamheter för särskilt förtjänstfulla insatser inom svensk scenkonst för barn och unga.
År 2006 startade Svenska Assitej tillsammans med Teatercentrum BIBU, en festival i Sverige för scenkonst för barn och unga.